# Ліга арабських держав
Лі́га ара́бських держа́в (араб. الجامعة العربية Jāmiʻa al-ʻArabiyya), також Ара́бська лі́га (араб. جامعة الدول العربية Jāmiʻat ad-Duwal al-ʻArabiyya) — регіональна міжнародна організація арабських держав Південно-Західної Азії, Північної і Північно-Східної Африки. Створена в Каїрі 22 березня 1945 року Єгиптом, Сирією, Іраком, Ліваном, Трансйорданією, Саудівською Аравією. Ємен приєднався 5 травня 1945 року. Станом на 2024 рік нараховує 22 країн-членів.
Провідна мета Ліги така:
|  | Залучення тісніших відносин між державами-членами і координація взаємодії між ними, задля захисту своєї незалежності і суверенітету, і вирішення загальних питань й інтересів арабських країн. |

Ліга арабських держав бере участь в політичних, економічних, культурних і соціальних програмах, направлених на сприяння реалізації інтересів своїх держав-членів. Вона виступає як форум для держав-членів в цілях координації їх політичних позицій, задля обговорення питань, що мають загальний інтерес, задля врегулювання суперечок, і вирішення проблем на кшталт Ліванської кризи у 1958. Ліга виступає як платформа для розробки і висунення багатьох епохальних документів сприяння економічній інтеграції. Одним з прикладів є Об'єднана Арабська хартія економічної діяльності, яка визначає принципи економічної діяльності в регіоні.
Кожна держава-член має один голос при голосуванні в Раді Ліги, а рішення мають обов'язкову силу лише для тих держав, які проголосували за них. Метою ліги в 1945 році було укріплення і координація політичних, культурних, економічних і соціальних програм її учасників, а також посередництво суперечок між ними або між ними і третіми сторонами.
Ліга арабських держав зіграла важливу роль у формуванні шкільної програми; підвищення ролі жінок в арабському суспільстві, сприянню соціального захисту дітей; заохочення молодіжних і спортивних програм, збереження арабської культурної спадщини і розвиток культурного обміну між державами-членами. Заохочування літературної й інтелектуальної творчості, сучасний переклад технічних термінів для використання в державах-членах. Ліга пропонує заходи по боротьбі із злочинністю і наркоманією, а також займається питаннями праці, особливо серед арабських заробітчан-емігрантів.

## Члени і дати вступу
Ліга арабських держав була створена в Каїрі в 1945 році Єгиптом, Іраком, Ліваном, Саудівською Аравією, Сирією, Трансіорданією (Йорданія з 1946 року) і Єменом. Протягом другої половини 20-го століття число членів постійно збільшувалось, додалось 15 арабських держав і 3 держави-спостерігачі. Членство Єгипту було припинене в 1979 році після підписання єгипетсько-ізраїльського мирного договору, і штаб-квартира Ліги була перенесена з Каїра до Тунісу. У 1987 році арабські країни відновили дипломатичні відносини з Єгиптом, і країна знов увійшла до Ліги в 1989 році, штаб-квартира Ліги повернулась назад в Каїр. У вересні 2006 року, Венесуела була прийнята спостерігачем, а Індія в 2007 році. Ізраїль не є членом, не зважаючи на те, що 20 % його населення арабського походження і арабська мова є офіційною мовою. Також Чад не є членом, хоча і арабська мова використовується в офіційних і місцевих органах влади. В наш час[коли?] членами і спостерігачами Ліги арабських держав, є держави перелічені нижче, разом з їх датами прийому.
| Єгипет Ірак Йорданія Ліван Саудівська Аравія Сирія | 22 березня 1945 |
| Ємен                                               | 5 травня 1945   |
| Лівія                                              | 28 березня 1953 |
| Судан                                              | 19 січня 1956   |
| Марокко Туніс                                      | 1 жовтня, 1958  |
| Кувейт                                             | 20 липня 1961   |
| Алжир                                              | 16 серпня 1962  |

| ОАЕ                    | 12 червня 1972     |
| Бахрейн Катар          | 11 вересня 1971    |
| Оман                   | 29 вересня 1971    |
| Мавританія             | 26 листопаду 1973  |
| Сомалі                 | 14 лютого 1974     |
| Палестинська автономія | 9 вересня 1976     |
| Джибуті                | 9 квітня 1977      |
| Коморські Острови      | 20 листопада 1993  |
| Еритрея                | спостерігач з 2003 |
| Венесуела              | спостерігач з 2006 |
| Індія                  | спостерігач з 2007 |

Зазначенні дати вступу країн-членів; Комори вступили в 1993 р.
40-ві 50-ті 60-ті 70-ті

22 лютого 2011, після початку громадянської війни у Лівії і застосування військової сили проти цивільного населення, Генеральний секретар Ліги арабських держав Амр Муса заявив, що членство Лівії в Лізі арабських держав припинено: «організація ухвалила рішення призупинити участь лівійської делегації в усіх сесіях Ліга арабських держав». Лівія стала, таким чином другою країною в історії Ліги, які призупинено членство. Лівійський лідер Муаммар Каддафі заявив, що ліга була незаконною, кажучи: «Ліга арабських держав закінчилася. Не існує така річ, як Ліга арабських держав».
25 серпня 2011 року, Генеральний секретар Набіль Аль-Арабі оголосив, що «настав час» відновити повний статус Лівії.

## Географія
Площа країн-членів Ліги арабських держав становить близько 14 млн км² і охоплює два континенти: Захід Азії, а також Північ та Північний схід Африки. Територія Ліги охоплює пустелю Сахару і деякі родючі території (долина Нілу), верхів'я Атлаських гір та Родючий Півмісяць, що тягнеться з Іраку через Сирію і Ліван до Палестини.
Регіон був свідком виникнення і занепаду багатьох стародавніх цивілізацій: Давнього Єгипту, Риму, стародавнього Ізраїлю, Ассирії, Вавилону, Фінікії, Карфагену, Кушу і Набатейського царства.

## Організаційна структура ЛАД
Для забезпечення ефективного виконання і реалізації визначених завдань і функцій у ЛАД були створені три головні органи, якими є Рада Ліги, Постійні комітети і Генеральний секретаріат. Усі вони забезпечують виконання «Угоди про колективну безпеку», що була ратифікована в 1950 році. Крім головних органів, Ліга створила спеціалізовані установи з метою об'єднання економічної і соціальної політики, щоб таким чином відокремити себе від політичного впливу країн-членів. У системі Ліги існують урядові ради з питань охорони здоров'я, туризму тощо.

### Рада ЛАД
Згідно із статутом Рада є найвищим органом в структурі Ліги. Установчим договором визначається її склад, компетенція, процес ухвалення рішень і процес голосування. При роботі Ради Ліги можуть бути присутні представники інших органів ЛАД.
У статті III Статуту ЛАД зазначено, що «Ліга матиме Раду, яка складатиметься з представників усіх країн-членів». Представниками можуть бути міністри закордонних справ або їхні представники. Кожна країна-член може самостійно визначати рівень свого представництва, що ніяк не може змінити саму природу організації.
Рада засідає двічі на рік — у березні і в жовтні. її штаб-квартира в Каїрі (Єгипет), але зустрічі Ради можуть проводиться і в інших визначених напередодні місцях (ст. II). Надзвичайні сесії Ради скликаються за необхідністю або за вимогою двох країн-членів (ст. XI). На кожній звичайній сесії делегати повинні обирати за ротацією голову Ради (ст. XV). У випадку агресії однієї країни проти іншої країни-члена, країна, якій загрожує небезпеки. Якщо агресія негайного проведення позачергової зустрічі Ради. Якщо агресія вчинена країною-членом ЛАД, її голос при голосуванні не буде врахований (ст. VI).
Кожна країна-член має лише один голос незалежно від кіль кості представників. Рішення Ради, прийняті одноголосно, є обов'язковими для всіх країн-членів Ліги, а ті, які були прийняті більшістю, є обов'язковими лише для тих країн-членів, які проголосували за них. Посередницькі чи арбітражні рішення повинні прийматися більшістю.
Якщо будь-яка з країн-членів захоче вийти з Ліги, вона мусить попередити Раду про своє рішення за рік (ст. XVIII).
Якщо Рада вважатиме, що якась країна-член не виконує зобов'язань, вказаних в установчому договорі, Рада може припинити її членство в Лізі шляхом одноголосного голосування, не враховуючи цю країну.
Згідно з пунктом III статуту ЛАД, Рада Ліги повинна реалізовувати свої мету і завдання, слідкувати за виконанням укладених домовленостей і угод. Вона повинна визначати шляхи співпраці з іншими міжнародними організаціями в сфері забезпечення миру і безпеки, а також в економічній і соціальній галузях.
Отже, основними функціями Ради Ліги можна назвати:
- Слідкування за виконанням договорів, підписаних країнами-членами в різних галузях
- Мирне врегулювання конфліктів шляхом посередництва та арбітражу
- Необхідні заходи для запобігання агресії з боку країни-члена
- Прийняття країни в організацію і припинення її членства
- Визначення шляхів співробітництва з іншими міжнародними організаціями для забезпечення миру та безпеки
- Визначення внутрішньої організації Ради, Комітетів і Генерального секретаріату
- Затвердження на посаду Генерального секретаря Ліги. Визначення і затвердження внесків кожної країни-члена в бюджет ЛАД (ст. XIII)
- Схвалення бюджету ЛАД (ст. XVI)
- Оголошення закінчення сесій

Рада Ліги повинна втручатися в конфлікт, який може призвести до війни між країнами-членами чи між країною-членом і третьою державою з метою його запобігання чи припинення (ст. V).

### Постійні комітети ЛАД
Договір 1950 року про колективну безпеку передбачає створення Постійних комітетів (їх є десять), які збираються хоча б раз на рік. У статті IV статуту ЛАД йдеться про створення комітетів, кількість яких залежить від кількості форм співпраці між країнами-членами Ліги, а діяльність комітетів повинна «йти в ногу» з розвитком міжарабських відносин. Прикладом є політичний комітет, що з'явився як наслідок тривалої практики.
Згідно із статтею II «для тіснішої співпраці між країнами-членами Ліги» ЛАД створює спеціальні комітети з таких питань:
- економічних і фінансових, куди належить сфера торгівлі, споживання, фінансів, сільського господарства;

- питання сфери комунікації: залізниці, дороги, авіаперельоти, навігація, пошта, телеграф;

- питання національності, видачі паспортів і віз, шляхів екстрадиції;

- соціальні питання;

- питання навколишнього середовища;

У кожному комітеті мають бути представлені всі країни-учасниці, адже такі комітети створюють основу співпраці між державами шляхом укладання договорів. «Інші арабські країни також можуть стати членами комітетів. Рада Ліги повинна визначити обставини, при яких їхнє приєднання може бути можливим» (ст. IV). Представники комітетів можуть бути присутніми при роботі Ради, але при умові лише одного представника.
Рада Ліги повинна призначати голову кожного комітету на дворічний термін з правом пролонгації.
На комітетських зустрічах рішення приймаються більшістю голосів. Комітетське зібрання не є легітимним, якщо на ньому не присутня меншість представників.
Постійні комітети можуть формувати субкомітети, що займаються вирішенням більш спеціалізованих питань.

### Генеральний секретаріат ЛАД
У статті XII Установчого договору ЛАД мова йде про створення такого постійного органу, як Генеральний секретаріат Ліги, що є і адміністративним, і виконавчим.
До складу Генерального секретаріату входить Генеральний секретар, помічники Секретаря і певна кількість службовців. Генеральний секретар повинен призначатися Радою Ліги, і за нього мають проголосувати 2/3 країн-членів ЛАД. Голова Секретаріату обирається на п'ятирічний термін. Помічники Генерального секретаря і головні службовці призначаються Генеральним секретарем із схваленням Ради Ліги, котра визначає також організацій ну структуру Генерального секретаріату.
Генеральний секретар має ранг Посла.
Про призначення першого Генерального секретаря Ліги йдеться в додатку до Статуту ЛАД, де вказано, що країни, які підписали цей установчий договір, погодились на призначення на дворічний термін першим Генеральним секретарем ЛАД Абдулу Рахмана Аззама.

#### Функції і завдання Генерального секретаріату
- адміністративну і технічну відповідальність:

- дотримання та виконання резолюцій, прийнятих Радою і Комітетами Ліги;

- скликання сесій Ради;
- призначення їхніх дат;
- організацію роботи Секретаріату;
- підготовку бюджету ЛАД;
- подання бюджету на схвалення Раді Ліги перед початком нового фіскального року (ст. XIII);
- зберігання Статуту ЛАД;
- зберігання копій договорів і угод, підписаних між країна-ми-членами Ліги чи країнами-членами та третіми державами.

#### Політичні права й обов'язки
- право бути присутнім на засіданнях Ради;
- право брати участь в обговоренні питань Ради Ліги;
- право, в усній чи письмовій формі, подавати доповіді чи дані, які стосуються предмета обговорення Ради;
- право звертати увагу Ради чи окремих країн-членів ЛАД на проблеми, які Генеральний секретар вважає важливими для ви рішення;
- право представлення ЛАД в інших міжнародних організаціях:
- право виступати від імені ЛАД;
- інформування громадськості про діяльність Ліги.

Генеральний секретаріат має в своєму підпорядкуванні, крім інших, Бюро бойкоту Ізраїлю (осередок у Дамаску, Сирія), Арабське бюро наркотиків та Арабське бюро кримінальної поліції.

## ЛАД створено такі інститути та організації
| Назва                                                                            | Абревіатура | Рік створення | Штаб-квартира |
| -------------------------------------------------------------------------------- | ----------- | ------------- | ------------- |
| Арабська організація з питань освіти, науки і культури                           | ALECSO      | 1964          | Туніс         |
| Арабська організація праці                                                       | ALO         | 1965          | —             |
| Арабська організація сільськогосподарського розвитку                             | AOAD        | 1970          | Судан         |
| Арабська організація адміністративного розвитку                                  | AOAD        | 1961          | Єгипет        |
| Організація арабських країн — експортерів нафти                                  | ОАРЕС       | 1968          | Кувейт        |
| Рада арабської економічної єдності                                               | AEUC        | 1964          | Єгипет        |
| Арабський фонд економічного і соціального розвитку                               | AFESD       | 1968          | Кувейт        |
| Арабський банк економічного розвитку Африки                                      | BADEA       | 1973          | Судан         |
| Арабська агенція з атомної енергетики                                            | ААЕА        | 1982          | Туніс         |
| Арабська організація індустріального розвитку і гірничо-видобувної промисловості | —           | 1990          | Марокко       |
| Арабський валютний фонд                                                          | —           | 1975          | ОАЕ           |

Також були створені
- Арабська організація стандартизації метеорології
- Арабська академія морського транспорту
- Арабський союз телекомунікацій
- Арабський інститут нафти
- Арабська організація менеджменту

Цим підконтрольним інститутам і організаціям ЛАД надає фінансову допомогу.
В складі Ліги діє Рада з економічних питань, до якої входять міністри економіки чи їх представники.
Вони обговорюють та узгоджують економічну і соціальну політику країн-учасниць.

## Економіка
Ліга арабських держав багата величезними ресурсами нафти і природного газу, але і має велику площу родючих земель на півдні Судану, який зазвичай іменується як «житниця» Арабського світу. Нестабільність регіону не позначається на її туристичній галузі, яка є провідною і має динамічний розвиток в Єгипті, ОАЕ, Лівані, Тунісі і Йорданії. Ще одна галузь, яка є провідна в Лізі арабських держав є телекомунікації. Менш ніж за десятиліття, місцеві компанії, такі як ORASCOM і Etisalat змогли конкурувати на міжнародному рівні.
Економічні успіхи ініційовані Лігою між державами-членами менш вражаючі, ніж ті, що досягнуті іншими невеликими арабськими організаціями, такими, як Рада співробітництва арабських держав Перської затоки. Проте, низка перспективних великих економічних проектів, буде завершена найближчим часом. Серед них Арабський газопровід, який планується побудувати до 2010 року. Ним мають транспортувати єгипетський природний газ до Йорданії, Сирії, Лівану і Туреччину. Велика Арабська зона вільної торгівлі (ВАЗВТ), яка має набрати чинності 1 січня 2008 року, яка міститиме 95 % від всієї арабської продукції, вільної від мита.
Економічний розвиток країн-членів Ліги вельми різноманітний. Значні відмінності в рівні багатства і економічному розвитку є між багатими нафтою державами ОАЕ, Катар, Кувейт і Бахрейн і бідними країнами на кшталт Коморські острови, Мавританія, Джибуті. Арабська економічна допомога знаходиться у стадії розробки. Ліга арабських держав вирішила надати допомогу суданському району Дарфур у розмірі $500 млн, крім цього Єгипет і Лівія планують побудувати декілька свердловин в цьому посушливому районі.

## Демографія
Станом на 1 січня 2007 в країнах Ліги арабських держав проживало близько 340 мільйонів людей. Населення регіону зростає швидше, ніж у більшості інших регіонів світу. Найбільш густонаселеною державою-членом є Єгипет, з населенням близько 81 мільйонів осіб,
найменш населеною — Коморські Острови з населенням понад 0,6 мільйона жителів.
Ліга арабських держав є асоціацією культурно і етнічно різноманітних 22 держав-членів, хоч переважна більшість населення Ліги ідентифікує себе як арабів (на культурній основі або на етно-расової основі).
Офіційною мовою Ліги арабських держав є арабська мова, але, у повсякденному житті, частина громадян часто використовує й інші мови. Широко використовуються три основні мови (відмінні від арабської): курдська у Північному Іраку і частині Сирії, берберські мови в Північній Африці і сомалійська мова в районі Африканського Рогу.
Крім цього є кілька мов національних меншин, наприклад, Афар, вірменська, іврит, нубійська, перська, арамейська, сирійська і туркменська мова. Арабська не є рідною мовою для 20 % населення Ліги арабських держав.

## Релігія
Переважна більшість громадян Ліги арабських є мусульманами, другою за величиною релігією з великим відставанням є християнство. Понад 20 мільйонів християн живуть в Єгипті, Іраку, Йорданії, Лівані, Палестинській автономії, Судані та Сирії.
| Релігії      | Релігії      | Релігії | Релігії | Релігії |
| ------------ | ------------ | ------- | ------- | ------- |
|              |              |         |         |         |
| Іслам        | Іслам        |         | 90%     | 90%     |
| Християнство | Християнство |         | 6%      | 6%      |
| Інші         | Інші         |         | 4%      | 4%      |

## Рейтинги
| Рейтинг | Країна                 | Населення   | Густота (/км²) | Примітки |
| ------- | ---------------------- | ----------- | -------------- | -------- |
| 1       | Єгипет                 | 81 650 212  | 110.5          | [ 14 ]   |
| 2       | Алжир                  | 37 100 000  | 15.6           | [ 15 ]   |
| 3       | Марокко                | 36 064 173  | 84.9           | [ 16 ]   |
| 4       | Судан                  | 30 894 000  | 16.4           | [ 17 ]   |
| 5       | Ірак                   | 30 747 000  | 70.1           | [ 15 ]   |
| 6       | Саудівська Аравія      | 28 146 658  | 12             | [ 15 ]   |
| 7       | Ємен                   | 23 580 000  | 44.7           | [ 15 ]   |
| 8       | Сирія                  | 21 906 000  | 118.3          | [ 15 ]   |
| 9       | Туніс                  | 10 673 800  | 65.2           | [ 18 ]   |
| 10      | Сомалі                 | 9 133 000   | 14.3           | [ 15 ]   |
| 11      | ОАЕ                    | 8 264 070   | 98.9           | [ 19 ]   |
| 12      | Лівія                  | 6 420 000   | 3.6            | [ 15 ]   |
| 13      | Йорданія               | 6 316 000   | 70.7           | [ 15 ]   |
| 14      | Ліван                  | 4 224 000   | 404.1          | [ 15 ]   |
| 15      | Палестинська автономія | 4 136 540   | 687.1          | [ 20 ]   |
| 16      | Кувейт                 | 3 566 437   | 200.2          | [ 15 ]   |
| 17      | Мавританія             | 3 291 000   | 3.2            | [ 15 ]   |
| 18      | Оман                   | 2 845 000   | 9.2            | [ 15 ]   |
| 19      | Катар                  | 1 699 435   | 154.5          | [ 15 ]   |
| 20      | Бахрейн                | 1 234 596   | 1646.1         | [ 21 ]   |
| 21      | Джибуті                | 864 000     | 37.2           | [ 15 ]   |
| 22      | Коморські Острови      | 691 000     | 309.2          | [ 15 ]   |
| Разом   | Арабська Ліга          | 349 870 608 | 26.6           |          |

## Писемність
Збираючи дані про грамотність багато країн оцінюють кількість грамотних людей на основі власних методів та даних. Деякі країни використовують для наближення дані про освітні досягнення, але міри відвідуваності шкіл або завершення курсів можуть бути різними. Оскільки визначення та методи збору даних в різних країнах різняться, оцінки грамотності слід використовувати з обережністю. За даними Доповіді про розвиток людства 2010 року Програми розвитку ООН рівень грамотності в країнах-членах Ліги становив:
| №  | Країна                 | Рівень |
| -- | ---------------------- | ------ |
| 1  | Ліван                  | 98,6   |
| 2  | Ірак                   | 94,5   |
| 3  | Палестинська автономія | 94,1   |
| 4  | Катар                  | 93,1   |
| 5  | Йорданія               | 92,2   |
| 6  | Бахрейн                | 90,8   |
| 7  | ОАЕ                    | 90     |
| 8  | Лівія                  | 88,4   |
| 9  | Оман                   | 86,7   |
| 10 | Саудівська Аравія      | 85,5   |
| 11 | Сирія                  | 83,6   |
| 12 | Туніс                  | 78     |
| 13 | Кувейт                 | 77,6   |
| 14 | Коморські Острови      | 73,6   |
| 15 | Алжир                  | 72,6   |
| 16 | Марокко                | 70     |
| 17 | Судан                  | 69,3   |
| 18 | Джибуті                | 67,9   |
| 19 | Єгипет                 | 66,4   |
| 20 | Ємен                   | 60,9   |
| 21 | Мавританія             | 56,8   |

## Порівняння з іншими організаціями
Ліга арабських держав нагадує Організацію американських держав, Раду Європи і Африканський Союз, в тому, що вона в першу чергу переслідує політичні цілі. Проте, членство в Лізі базується на культурі, а не на географічному розташуванні. У зв'язку з цим Ліга арабських держав нагадує організації, на кшталт Латинський союз або Карибську співдружність.
Ліга арабських держав відрізняється особливо від Європейського союзу, в тому, що вона не досягла значного рівня регіональної інтеграції і сама організація не має прямих зв'язків з громадянами держав-членів. Ліга арабських держав базується на принципах, підтримки і розвитку єдиного арабського націоналізму і загальної позиції серед арабських держав по різних питаннях.
Всі члени Ліги арабських держав також є членами Організації Ісламська конференція. А також держави — члени утворюють в рамках Ліги менші об'єднання на кшталт РСЗ і Союз арабського Магрибу.

## Саміти
1. Каїр: 13–17 січня 1964.
2. Александрія: 5–11 вересня 1964.
3. Касабланка: 13–17 вересня 1965.
4. Хартум: 29 серпня 1967.
5. Рабат: 21–23 грудня 1969.
6. Каїр (1-ий надзвичайний саміт): 21–27 вересня 1970
7. Алжир: 26–28 листопада 1973.
8. Рабат: 29 жовтня 1974.
9. Ер-Ріяд (2-ий надзвичайний саміт): 17–28 жовтня 1976.
10. Каїр: 25–26 жовтня 1976.
11. Багдад: 2–5 листопада 1978.
12. Туніс (місто): 20–22 листопада 1979.
13. Амман: 21–22 листопада 1980.
14. Фес: 6–9 вересня 1982.
15. Касабланка (3-ій надзвичайний саміт): 7–9 вересня 1985
16. Амман (4-ий надзвичайний саміт): 8–12 листопада 1987.
17. Алжир (місто) (5-ий надзвичайний саміт): 7–9 червня 1988.
18. Касабланка (6-ий надзвичайний саміт): 23–26 червня 1989.
19. Багдад (7-ий надзвичайний саміт): 28–30 березня 1990.
20. Каїр (8-ий надзвичайний саміт): 9–10 серпня 1990
21. Каїр (9-ий надзвичайний саміт): 22–23 червня 1996.
22. Каїр (10-ий надзвичайний саміт): 21–22 жовтня 2000.
23. Амман: 27–28 березня 2001.
24. Бейрут: 27–28 березня 2002.
25. Шарм-еш-Шейх: 1 березня 2003.
26. Туніс: 22–23 травня 2004.
27. Алжир: 22–23 березня 2005.
28. Хартум: 28–30 березня 2006.
29. Ер-Ріяд: 27–28 березня 2007.
30. Дамаск: 29–30 березня 2008.[27]

1. Доха: 28–30 березня 2009.
2. Сирт: 27–28 березня 2010.[28]
3. Багдад: запланований на 29 березня 2012.[29]

| - Два саміти відбулися поза системою самітів Ліги арабських держав: - Аншас, Єгипет: 28–29 травня 1946 - Бейрут, Ліван: 13 – 15 листопада 1958 | - Саміт 14 у Фес, Марокко відбувся у два етапи: - 25 листопада 1981: П'ятигодинна зустріч без узгодженого кінцевого документу. - 6–9 вересня 1982 |

### Перший надзвичайний саміт (1970)
Перший надзвичайний саміт Ліги арабських держав був проведений 27 вересня 1970 року в Каїрі, Єгипет. Саміт відбувся після кривавих подій Чорного вересня в Йорданії і зіткнення між Організацією визволення Палестини і короля Йорданії Хусейна.

### Другий надзвичайний саміт (1976)
Другий надзвичайний саміт Ліги арабських держав відбувся 16 жовтня 1976 року в Ер-Ріяді, Саудівська Аравія. Саміт був скликаний у наслідок ескалації громадянської війни в Лівані. У ньому взяли участь лише представники Саудівської Аравії, Єгипту, Сирії, Кувейту, Лівану та Організації визволення Палестини. Саміт закликав до припинення громадянської війни і поважання суверенітету Лівану.

### П'ятий надзвичайний саміт (1988)
П'ятий надзвичайний саміт Ліги арабських держав був проведений у червні 1988 року в Алжирі як сімнадцятий саміт Ліги. В центрі уваги учасників конференції була перша інтифада, повстання палестинців і хвиля політичного насильства проти держави Ізраїль. Арабські країни вирішили підтримати інтифаду у фінансовому відношенні.